# Ingeborg Spangsfeldt
Ingeborg Christiane Margrethe Spangsfeld (26. juli 1895 i København – 21. juni 1968) var en dansk stumfilmsskuespillerinde som i periode 1913 til 1924 indspillede omkring 60 film for Nordisk Film Kompagni. Hun startede med mindre biroller, og under navnet Ingeborg Olsen, men hendes roller blev stadig større. I 1924 stoppede hun optræden da hun blev gift med læge Tage Iversen (1879-1946).

## Filmografi
1913:
- Ballettens Datter (instruktør Holger-Madsen)

1914:
- Af Elskovs Naade (instruktør August Blom)
- Expressens Mysterium (instruktør Hjalmar Davidsen)

1916:
- Midnatssolen (instrktør Robert Dinesen)
- Sønnen (instruktør August Blom)
- Danserindens Kærlighedsdrøm (instruktør Holger-Madsen)
- Mumiens Halsbaand (som Elise, Darvies' datter, instruktør Robert Dinesen)
- Studentens glade Liv (som Iris, Wilkins' datter, instruktør Lau Lauritzen Sr.)
- For hendes Skyld (instruktør Robert Dinesen)
- En Skilsmisse (som Annie Penfield, instruktør Martinius Nielsen)
- Det gaadefulde Væsen (som Else, Hallèns datter, instruktør Robert Dinesen, Lau Lauritzen Sr.)
- Selskabsdamen (instruktør Martinius Nielsen)
- Gentlemansekretæren (som Baronesse Lily, enkens datter, instruktør Martinius Nielsen)
- Hendes Ungdomsforelskelse (instruktør Martinius Nielsen)
- Gaardsangersken (instruktør Alfred Cohn)
- Penge (instruktør Karl Mantzius)
- Truet Lykke (instruktør August Blom)
- Manden uden Fremtid (som Maud Welston, senere Maud Malcolm, instruktør Holger-Madsen)

1917:
- Hotel Paradis (instruktør Robert Dinesen)
- Mellem de yderste Skær (som Rosa, Schultzes datter, instruktør A.W. Sandberg)
- Hendes Moders Løfte (som Inge, fiskerpige, instruktør Holger-Madsen)
- Børnenes Synd (som Muriel, von Lenzos datter, instruktør Holger-Madsen)
- Den sorte Kugle (som Mary, stuepige, instruktør Martinius Nielsen)
- Den ny Rocambole (som Ethel, Dürers datter, instruktør Robert Dinesen)
- Sufflørens Stedfortræder (som Vita, enkebaronessens datter, instruktør Lau Lauritzen Sr.)
- Favoriten (instruktør Robert Dinesen)

1918:
- Ansigtet i Floden (som stuepige, instruktør Hjalmar Davidsen)
- Magasinets Datter (som Lillian, Harrisons datter, instruktør August Blom, Thorleif Lund)
- En Fare for Samfundet (instruktør Robert Dinesen)
- Tidens barn (som sygeplejerske, instruktør Martinius Nielsen)
- For Barnets Skyld (som Maja, Fürsts datter, instruktør Robert Dinesen)
- En Kunstners Kærlighed (som Mary, Lills veninde, instruktør A.W. Sandberg)
- I Opiumets Magt (Celine, Valmys datter, instruktør Robert Dinesen)
- Kammerpigen (som Lison, Collins datter, instruktør Robert Dinesen)
- Hjerteknuseren (som Agnes, Berners datter, instruktør Robert Dinesen)
- De skraa Brædder (som Else, Euphrosynes niece, instruktør Robert Dinesen)
- Luksuschaufføren (som Agnes Holck, Hans' kæreste, instruktør Robert Dinesen)
- Manden med Arret (som Ellinor Wiggers, instruktør A.W. Sandberg)

1919:
- Hvorledes jeg kom til Filmen (som Annie, Jacobs datter, instruktør Robert Dinesen)
- Skørtejægeren (instruktør Lau Lauritzen Sr.)
- Byens Herkules (instruktør Lau Lauritzen Sr.)
- Krigsmillionæren (som Violet, Mopps' datter, instruktør Emanuel Gregers)
- En Kunstners Gennembrud (som Inger, doktor Holsts datter, instruktør Holger-Madsen)

1920:
- En Skuespillers Kærlighed (som Ilka, guvernør-datter, instruktør Martinius Nielsen)
- Borgslægtens Historie (instruktør Gunnar Sommerfeldt)
- Via Crucis (som Runa, Örlygurs plejedatter, instruktør August Blom)

1921:
- Lykkens Galoscher (som Eva, en arbejderdatter, instruktør Gunnar Sommerfeldt)
- Rejsen til Maanen (som Nina, instruktør Lau Lauritzen Sr.)
- De livlige Statuer (instruktør Lau Lauritzen Sr.)

1922:
- Jafet, der søger sig en Fader, I-IV (instruktør Emanuel Gregers)
- Frie Fugle (instruktør Emanuel Gregers)
- Pigen fra Sydhavsøen (som Artemis Sebastopol, instruktør A.W. Sandberg)
- Præsten i Vejlby (som Komtesse Inger, Bettys datter, instruktør August Blom)

1923:
- Madsalune (som (Mette, præstens datter, instruktør Emanuel Gregers)

1925:
- Den store Magt (som Emma, Halbergs datter, instruktør August Blom)
- Kokain-Rusen (som Marie Rømer, instruktør Carl Alstrup)
- Bytte Roller (instruktør August Blom)